# Hrodnai terület
A Hrodnai vagy Grodnói terület (belaruszul: Грoдзенская вобласць, oroszul: Гродненская область) egy régió Fehéroroszország nyugati részén, székhelye Hrodna. Ez az ország legkisebb területű és lakosságszámú területe, a népsűrűsége ugyanakkor a legmagasabb a területek közül. Északról egy rövid szakaszon a Vicebszki terület, északnyugatról Litvánia, nyugatról Lengyelország, délről a Breszti, keletről a Minszki terület határolja.

## Népesség
A terület lakossága az 1990-es évek óta folyamatosan csökken. Lakosságának 2002-ben 63,5%-a élt városokban, 36,5%-a falvakban. A Hrodnai területen él az országban élő lengyel kisebbség zöme. A lakosság 62,3%-a belarusz, 24,8%-a lengyel, 10,1%-a orosz, 1,8%-a ukrán nemzetiségű.

## Közigazgatási beosztás
A Hrodnai terület közigazgatásilag 17 járásra oszlik. 2005. január 1-jén 14 városa (ebből 2, Hrodna és Lida járási jogú város), 18 városi jellegű települése, 187 községi tanácsa és 4381 falusi települése volt.
| A Hrodnai terület járásai | 1. Beresztavicai járás (Бераставіцкі раён) 2. Vavkaviszki járás (Ваўкавыскі раён) 3. Voranavai járás (Воранаўскі раён) 4. Hrodnai járás (Гродзенскі раён) 5. Dzjatlavai járás (Дзятлаўскі раён) 6. Zelvai járás (Зэльвінскі раён) 7. Ivei járás (Іўеўскі раён) 8. Karelicsi járás (Карэліцкі раён) 9. Lidai járás (Лідскі раён) 10. Maszti járás (Мастоўскі раён) 11. Navahrudaki járás (Навагрудскі раён) 12. Asmjani járás (Ашмянскі раён) 13. Asztraveci járás (Астравецкі раён) 14. Szviszlacsi járás (Свіслацкі раён) 15. Szlonyimi járás (Слонімскі раён) 16. Szmarhonyi járás (Смаргонскі раён) 17. Scsucsini járás (Шчучынскі раён) |

### Legnagyobb városok

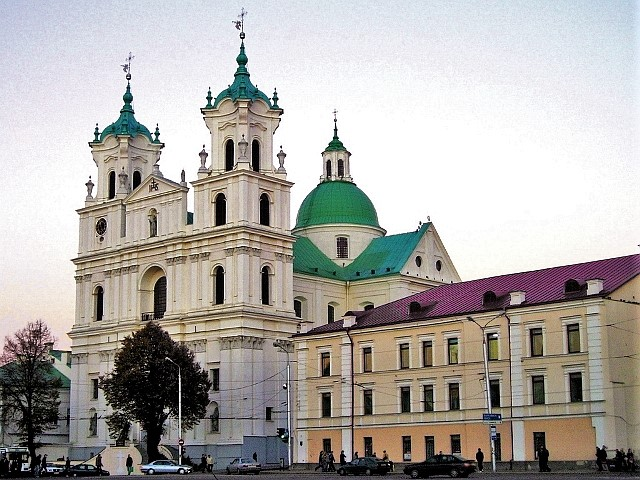
Hrodna, Báthory tér

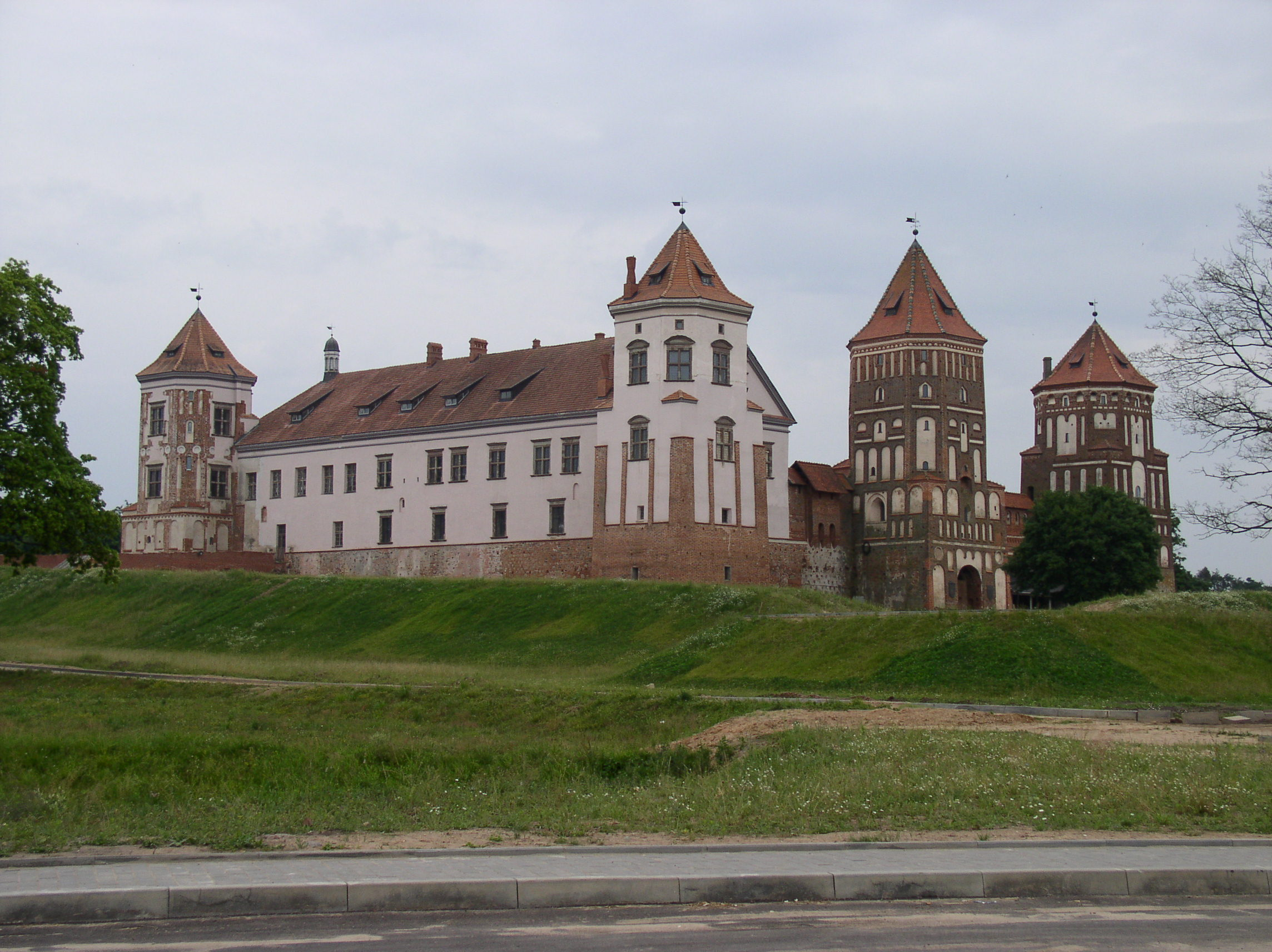
A miri vár

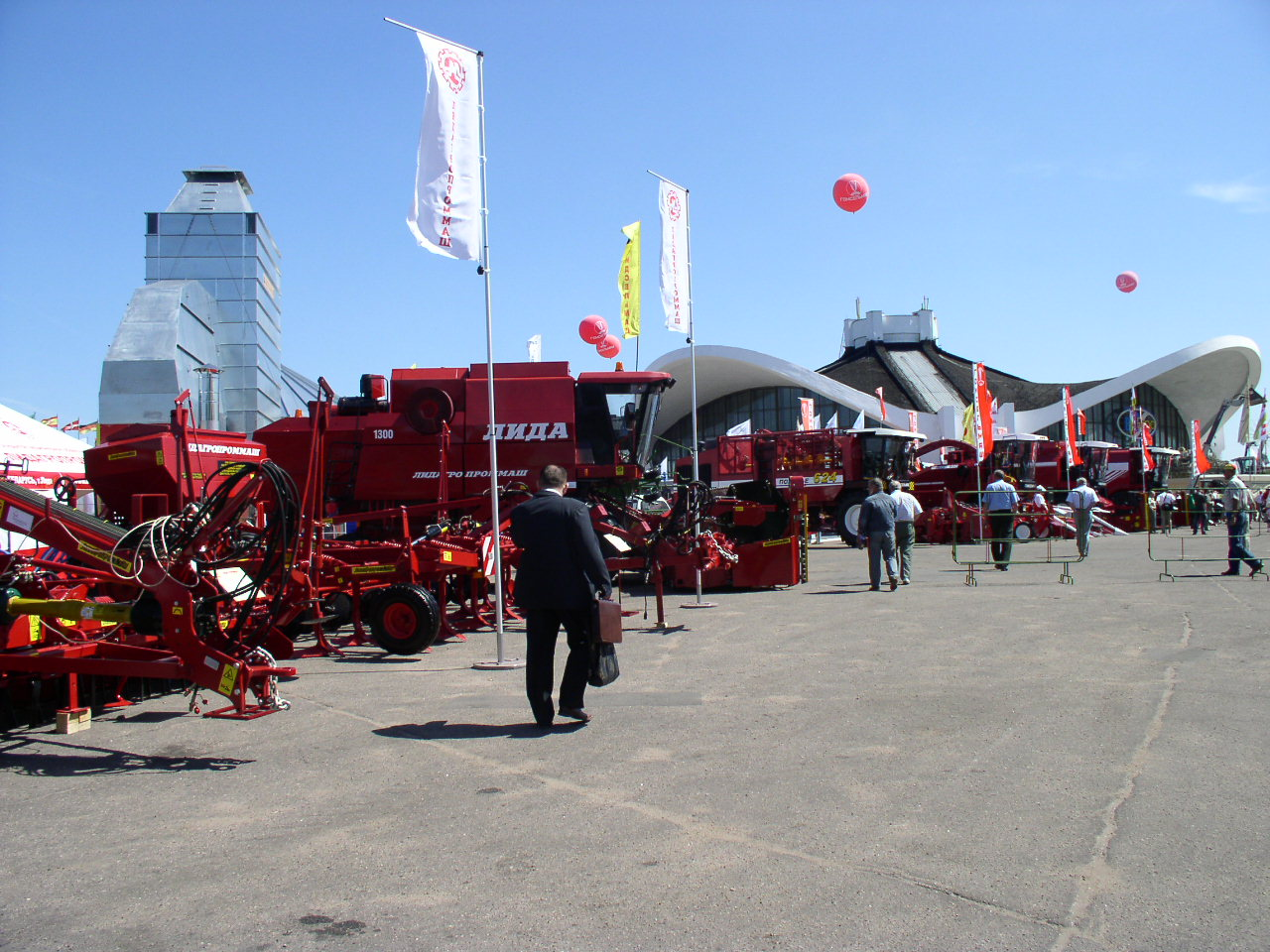
Mezőgazdasági vásár Lidában

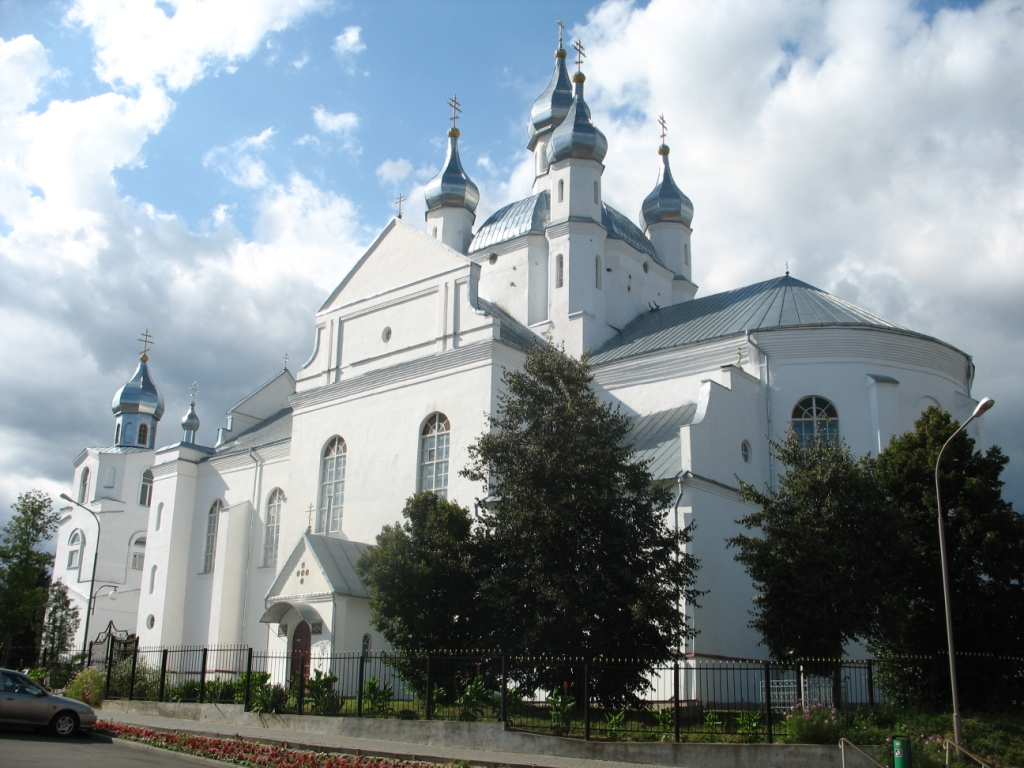
Szlonyim, Szentháromság templom

Zárójelben a 2006-os becsült népesség 
- Hrodna (320,2 ezer)
- Lida (97,8 ezer)
- Szlonyim (51,3 ezer)
- Vavkaviszk (47,8 ezer)
- Szmarhony (36,6 ezer)
- Navahrudak (30,7 ezer)
- Scsucsin (15 ezer)
- Asmjani (14.3 ezer)

## Városok és városi jellegű települések
(Zárójelben a hivatalos orosz nyelvű elnevezés)

### Városok listája
- Asmjani (Osmjani)
- Bjarozavka (Berjozovka)
- Dzjatlava (Gyatlovo)
- Hrodna (Grodno)
- Ivje
- Lida
- Maszti (Moszti)
- Navahrudak (Novogrudok)
- Scsucsin
- Szkidal (Szkigyel)
- Szlonyim
- Szviszlacs (Szviszlocs)
- Szmarhony (Szmorgony)
- Vavkaviszk (Volkoviszk)

### Városi jellegű települések listája
- Asztravec (Osztrovec)
- Asztrina (Osztrina)
- Juraciski (Juratyiski)
- Karelicsi (Korelicsi)
- Kazlovscsina (Kozlovscsina)
- Krasznaszelszki (Krasznoszelszkij)
- Ljubcsa
- Mir
- Navajelnya (Novojelnya)
- Pahranyicsni (Pogranyicsnij)
- Porazava (Porozovo)
- Raduny
- Rosz (Rossz)
- Szapockin (Szopockin)
- Vjalikaja Berasztavica (Bolsaja Beresztovica)
- Voranava (Voronovo)
- Zelva
- Zsaludok (Zseludok)

## Külső hivatkozások
- Hivatalos honlap Archiválva 2016. november 25-i dátummal a Wayback Machine-ben (oroszul és angolul)
- Látnivalók (oroszul)